# Die Haut
Die Haut est un groupe de post-punk allemand. Il est composé de Christophe Dreher (basse, guitares), Remo Park (guitares) Martin Peter (guitares) et Thomas Wydler (batterie). Thomas Wydler a participé à quelques-uns de leurs albums ; il invitera Nick Cave à participer à l'album Burnin the Ice.

## Biographie
Die Haut est formé en 1982 et basé à Berlin, en Allemagne. Die Haut (qui se traduit par « la peau » en allemand) comprend à l'origine Christoph Dreher, Remo Park, Martin Peter, et Thomas Wylder. En tant que groupe instrumental, Die Haut attire l'attention en s'associant avec de nombreux chanteurs comme Nick Cave sur quatre pistes de leur premier album, Burnin' the Ice, publié en 1983,. Le groupe s'associera aussi avec Kid Congo Powers, Anita Lane, Debbie Harry, Mick Harvey, Jeffrey Lee Pierce, Blixa Bargeld, Lydia Lunch, et Alan Vega. 
Alors que le groupe effectue des changements de formation au fil des ans, Die Haut se centre autour de Christoph Dreher et Remo Park pendant une bonne partie des années 1980. Park quitte le groupe en 1985 et est remplacé par Rainer Lingk, qui restera au sein du groupe jusqu'en 1997, année durant laquelle il publie son dernier album studio, Spring, est publié. Cette même année, le groupe se sépare. Une compilation de remixes de morceaux issus de Spring, intitulée Springer, suit en 1998. Remo Park et Christoph Dreher continuent de travailler chacun de leur côté. 

## Membres
- Christoph Dreher - basse
- Remo Park - guitare
- Martin Peter - guitare
- Thomas Wydler - batterie
- Rainer Berson - chant
- Jochen Arbeit - guitare
- Rainer Lingk - guitare
- Rudi Moser - batterie